# ルパン三世 (2014年の映画)
『ルパン三世』（ルパンさんせい、英：Rupan sansei）は、2014年8月30日に全国東宝系で公開された日本映画。モンキー・パンチの同名漫画を原作としたオリジナルストーリーの実写作品。監督は北村龍平、主演は小栗旬。
『ルパン三世』の実写映画は、1974年に公開された『ルパン三世 念力珍作戦』以来40年振りとなる。また、『念力珍作戦』では登場しなかった石川五ェ門も、本作で実写映画に初登場する。制作には4年以上の歳月がかけられ、日本・タイで撮影が行われた。

## ストーリー

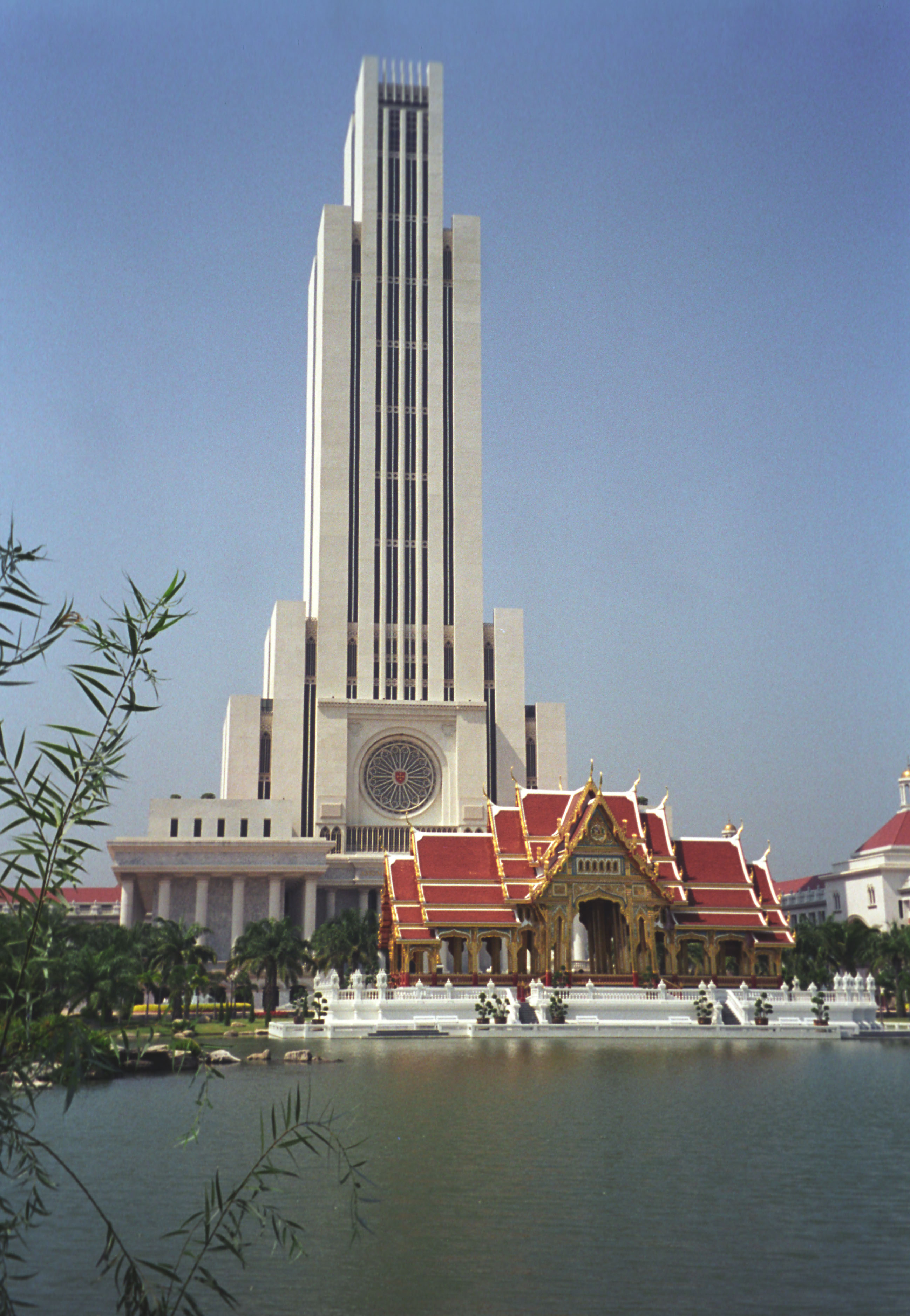
シンガポール現代美術館としてロケ撮影が行われたタイのアサンプション大学

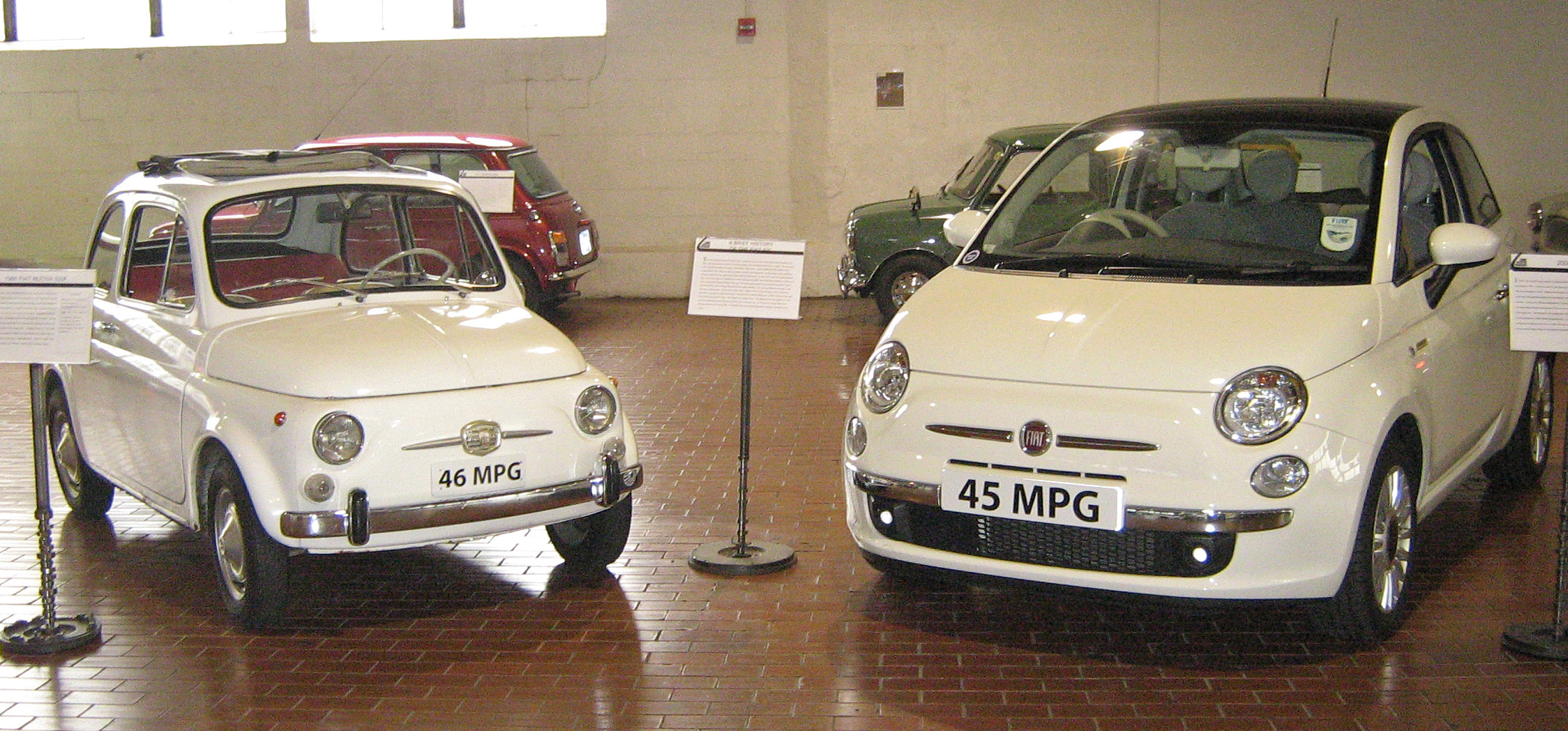
ルパンが使用するフィアット500の同型車（左:タイで使用、右:日本で使用）

プロローグ
ある日、シンガポールの現代美術館から古代オリンピックのメダルが盗まれる事件が発生する。翌日、香港警察本部を訪れた銭形警部は、捜査官たちを前に盗難事件のブリーフィングを始める。犯人は1年間消息を絶っていたルパン三世、峰不二子、ピエール、ジローら若手の盗賊たちだったが、銭形は事件の黒幕に、盗賊集団「ザ・ワークス」を束ねる老盗賊トーマス・ドーソンが絡んでいると考えていた。高齢を理由に引退を考えていたドーソンは、「古代オリンピックのメダルを盗んだ者に次のリーダーを譲る」と宣言し、ルパンたちに犯行を行わせていた。銭形は「ザ・ワークス」のメンバーを一網打尽にできると考え、捜査官たちを引き連れてドーソンの邸宅に張り込む。
香港にあるドーソンの邸宅には「ザ・ワークス」のメンバーが集結しており、ルパンもその中にいた。盗みの結果を公表した後、ドーソンはメンバーたちに自身が盗み出したコレクションを見せ、その中でアントニウスがクレオパトラに贈ったジュエリー「クリムゾンハート・オブ・クレオパトラ」の一部である「光の首飾り」を手に取ると、盗みの師であり、かつての相棒でもあったルパン一世との思い出を語る。
しかし、かねてからドーソンに恨みを抱いていたメンバーのマイケル・リーが裏切り、「光の首飾り」を奪おうとする。それと同時にマイケルが雇った傭兵のロイヤル、マリア、サーベルが邸宅を襲撃し、銭形ら警官隊との銃撃戦が始まる。マイケルはドーソンを人質に邸宅を脱出しようとするが、ルパンとドーソンの用心棒だった次元大介が反撃し、そこにロイヤルたちも現れて乱戦となる。混乱の中でドーソンはロイヤルに射殺され、マイケルは「光の首飾り」を奪って逃走する。脱出に成功したルパンは、マイケルを探すために次元や不二子と手を組み、泥棒稼業を続けることにする。
1年後
1年後、タイで一仕事終えたルパンの元に不二子からの誘いが来る。次元の制止も聞かずに不二子の待つホテルに向かったルパンを待っていたのは、銭形ら警官隊だった。不二子に裏切られて逮捕されたルパンだったが、そこでなんと銭形からマイケルの居所を聞かされる。マイケルは「クリムゾンハート・オブ・クレオパトラ」の一部である「真紅のルビー」を持つアジア裏社会のボス、モムラーチャオ・プラムックとの取引を行おうとしていた。
銭形はプラムックを逮捕するため、ルパンに犯罪履歴の抹消と引き換えに「クリムゾンハート・オブ・クレオパトラ」を盗むように取引を持ち掛けるが、情報だけを聞き出して逃走したルパンはマイケルとの対決に備えるため、日本の古寺を訪れて知己である石川五ェ門を仲間に誘い、タイに戻る、その後ルパン一行はタイで、ロイヤル・サーベルの4WD車に襲撃されるが撃退、不二子は海外のホテルにて入浴中、不二子を捕らえ、マイケルの元に連行すべく部屋に忍び込んだマリアに襲撃され格闘戦で応戦、追い詰められるが退ける、元々マイケルに会うつもりだった不二子はマリアと共にマイケルの元へ赴き、会話をする。
ルパンは次元、五ェ門、不二子と共に取引会場のバイセル会場に潜入し、「クリムゾンハート・オブ・クレオパトラ」を盗もうとするが、そこでルパンはマイケルがプラムックに騙されてドーソンを襲撃させられたことを知り、「クリムゾンハート・オブ・クレオパトラ」を奪う計画にプラムックを倒すことも追加する。全てを知ったマイケルもルパンのアジトを訪れ、ルパンたちと和解する。
ジ・アーク
ルパンがプラムックを狙っていることを知った銭形は、旧知の仲であるナローン大佐と共に「クリムゾンハート・オブ・クレオパトラ」が保管されている要塞型セキュリティシステム「ジ・アーク」がある孤島を訪れる。プラムックにルパンからの予告状を見せようと銭形が金庫のパソコンを作動させた途端、セキュリティがコンピュータウイルスによってハッキングされてしまう。銭形とナローン大佐に変装していたルパンとマイケルは、「ジ・アーク」の最上階を目指す。その事態にロイヤルら警備兵たちが出動するが、次元、五ェ門、不二子たちとの混戦になり、ルパンとマイケルを取り逃がしてしまう。一方、ルパンはタイ陸軍本部にも同様のコンピュータウイルスをハッキングさせており、そのことを知った本物の銭形とナローン大佐も部隊を引き連れて孤島に向かう。
「ジ・アーク」の最上階にたどり着いたルパンとマイケルは「クリムゾンハート・オブ・クレオパトラ」を手に入れるが、プラムックによって保管庫内に閉じ込められ、保管庫から空気がなくなり、追い詰められてしまう。脱出のためにルパンは爆弾を使おうとするが、マイケルはルパンを助けるために彼を気絶させて金庫に押し込めた後、保管庫の扉を爆破して死亡する。保管庫から脱出したルパンはプラムックの秘書ミス・ヴィーに捕まり、同じく捕まった次元たちと共にプラムックの前に引き出される。プラムックがルパンたちを殺そうとする中、そこに銭形とナローン大佐の部隊が現れる。
ルパンたちを引き渡そうとするプラムックは、ルパンがプラムックの犯罪履歴を陸軍本部にコンピュータウイルスとともに送り込んでいたため、ミス・ヴィーともども銭形に逮捕されてしまう。銭形はルパンから「クリムゾンハート・オブ・クレオパトラ」を取り上げるが、取引を履行したルパンへの義理を通すために逮捕を見送り、プラムックとミス・ヴィーを連行して引き揚げた。その途中、「クリムゾンハート・オブ・クレオパトラ」が偽物であることに気付いた銭形は、ルパンを逮捕するため引き返そうとするが、既にルパンたちは逃げ去った後だった。
エピローグ
タイから日本に来たルパンは、苦労して手に入れた「クリムゾンハート・オブ・クレオパトラ」を不二子にプレゼントしてしまう。そんなルパンに呆れる次元と五ェ門をよそに、ルパンは不二子に言い寄ろうとするが、そこに銭形ら警官隊がやって来る。不二子はあらかじめ銭形に居場所を教えており、「クリムゾンハート・オブ・クレオパトラ」を手にしてヤマハ・VMAXに乗り立ち去る。呆れたルパン、次元、五ェ門はその場で笑い出してしまう。五ェ門は仕事を終えたとしてその場を立ち去り、ルパンと次元はフィアット500に乗り込み、銭形から逃げ出した。

## キャスト
- ルパン三世 - 小栗旬
- 次元大介 - 玉山鉄二
- 石川五ェ門 - 綾野剛
- 峰不二子 - 黒木メイサ
- 銭形警部 - 浅野忠信
- マイケル・リー - ジェリー・イェン / 日本語吹き替え - 加瀬康之
- ピエール - キム・ジュン / 日本語吹き替え - 小野賢章
- ロイヤル - タナーヨング・ウォンタクーン（タイ語版）（クラドゥム） / 日本語吹き替え - 佐藤美一
- サーベル - 吉野和剛
- マリア - 中山由香
- ジロー - 山口祥行
- ヨゼフ - ジャエンプロム・オンラマイ（ゴッティー・アラムボーイ） / 日本語吹き替え - 梅田貴公美
- ミス・ヴィー - ラター・ポーガーム（ヤーヤー・イン） / 日本語吹き替え - 大和田美帆
- ナローン - ウィッタヤー・パンシリガーム（プー） / 日本語吹き替え - 伊藤洋三郎
- モムラーチャオ・プラムック - ニルット・シリチャンヤー（英語版）（ニング） / 日本語吹き替え - 菅生隆之
- アナトリ - ジェフリー・ジュリアーノ（英語版） / 日本語吹き替え - 宝亀克寿
- アジット - デイビット・アサバノンド / 日本語吹き替え - 津田寛治
- トーマス・ドーソン - ニック・テイト / 日本語吹き替え - 坂口芳貞

## スタッフ
- プロデューサー - 山本又一朗
- 企画 - 池田宏之、濱名一哉
- 企画協力 - 加藤州平[3]
- 監督 - 北村龍平
- 原作 - モンキー・パンチ
- 脚本 - 水島力也
- ストーリー - 山本又一朗、北村龍平、ジョセフ・オブライアン
- 脚本協力 - 尾崎将也、大富いずみ
- 撮影監督 - ペドロ・J・マルケス
- 演出補 - 神保英昭
- 撮影 - 古谷巧
- 照明 - 和田雄二
- 美術 - 丸尾知行
- 録音 - 久連石由文
- 助監督 - 柿田裕左、矢崎隼人
- 編集 - 掛須秀一
- 衣装デザイン - 中里唯馬
- 音響効果 - 柴崎憲治
- 音楽 - アルド・シュラク
- メインテーマ - 布袋寅泰「TRICK ATTACK -Theme of Lupin The Third-」
- アクション監督 - ヤン・ギルヨン、シム・ジェウォン、西田真吾
- スタントコーディネーター - カウィー・シリカクン、伊勢田隆弘
- ガンエフェクト - 納富貴久男、近藤力
- ガンアクションアドバイザー - 住本祐寿
- 特殊造型 - メイクアップディメンションズ（江川悦子、佐々木誠人）
- VFXスーパーバイザー - ソン・スンヒョン
- VFX協力 - 大萩真司
- アニメーション制作協力 - テレコム・アニメーションフィルム
- 配給 - 東宝
- 製作プロダクション - トライストーン・エンタテイメント
- 制作プロダクション - パイプライン
- 製作 - 「ルパン三世」製作委員会（TBS、KADOKAWA、トライストーン・エンタテイメント、エイベックス・ピクチャーズ、トムス・エンタテインメント、ジェイアール東日本企画、東宝、KDDI、MBS、CBCテレビ、GYAO、RKB、HBC、トーハン）

## 製作

### 企画
『ルパン三世』の実写化は、2009年に池田宏之（当時KADOKAWA在籍）が企画したが、企画当初の段階では、原作者のモンキー・パンチもプロデューサーの山本又一朗も実写化には否定的だった。山本は「『ルパン三世』のファンを失望させるだけ」と反対したが、池田からの数度に渡る説得と、現代のCGI技術の進歩を見て、アニメ版のような演出も可能と考えるようになり、実写化に前向きになっていった。モンキー・パンチも、40年来の親交を持つ山本からの「新しい『ルパン三世』を作りたい」という説得を受け、「任せるから良い作品を作ってくれ」と実写化を許可している。
監督には、「どうせ作るのならば、世界で通用する作品にしたい」という山本の意向で、ハリウッドを拠点に活動している北村龍平が起用された。オファーを受けた2012年当時、北村はニコラス・ケイジ主演の映画の企画を進めていたが、「師匠」と慕う山本からのオファーを受け本作の監督を引き受けることになった。実写化の企画を聞かされた際には「やめておけばいいのに」と否定的だったが、山本や主演の小栗旬の熱意を聞きオファーを受けることにした。スタッフには日本人の他に海外のスタッフが多数集められ、前述の映画で撮影監督を担当する予定だったペドロ・J・マルケスを起用した他、映画界で高い評価を受けている韓国のアクションチーム・VFXチームを起用している。

### 脚本
脚本は、山本がプロデューサー兼任で担当している。山本と北村は脚本を練る際に「アニメの痛快さ、原作のハードボイルド、実写のリアリティ」を重視し、舞台にはアジアを設定している。また、山本は「モンキー・パンチさんに喜んでもらうこと」を第一に執筆したと語っている。
舞台をアジアに設定した理由の一つとして、北村は石川五ェ門の存在を挙げている。北村は「現代日本を舞台にした場合、和服で日本刀を持った五ェ門のキャラクターが成立しない」と考え、アジアを舞台とした無国籍な世界観を設定している。舞台をアジアに設定する以前は、五ェ門がビジュアル系の扮装でギターケースに斬鉄剣を忍ばせているという設定も検討していたが、「そんな五ェ門は誰も見たくない」という考えになり、原作通りの五ェ門を登場させることになった。
脚本の完成までには4年の制作期間のうち2年半の歳月をかけており、クランクイン直前に完成した脚本は300ページ以上のものとなっていた。完成した脚本を確認したモンキー・パンチからは「ルパンらしい"明るさ"が足りない」「もっと痛快に作って欲しい」と指摘され、モンキー・パンチのアイディアを取り入れた内容に変更された。さらに、海外でのロケハンを進める中で、大幅に内容が整理されている。

### キャスティング
メインキャラクターには、ルパン三世に小栗旬、次元大介に玉山鉄二、石川五ェ門に綾野剛、峰不二子に黒木メイサ、銭形警部に浅野忠信が起用された。小栗はルパンを演じるに際し、10か月間のトレーニングを行い、約8キログラムの減量を行っている。また、ルパンのキャラクター像については原作及びTV第1シリーズのダーティなルパンを参考にし、ヒーロー然としたルパンにならないように意識したという。綾野は自ら五ェ門役をスタッフに志願し、役作りとして約10キログラムの増量を行っている。五ェ門を演じる際には、逆手での刀使いと峰打ちのシーンを特に意識し、表情を変えずに演技することを心掛けたという。
5人のキャストに対し、モンキー・パンチは「ルパン三世のキャラクターたちが、現実世界に飛び出してきたようだ」とコメントしており、特に銭形役の浅野に対しては「原作のダンディな銭形にハマっている」と絶賛している。
ゲストキャラクターには無国籍な世界観を表現するため、日本国外の俳優・女優が多数起用されている。ルパンのライバルとなるマイケル・リー役には、台湾のアイドルグループ「F4」のジェリー・イェンが起用された。オファーを受けた際、ジェリー・イェンは他の映画の出演依頼を断って本作への出演を決め、北村とマイケル役について積極的な意見を交わしている。また、『オンリー・ゴッド』に出演していたタイの歌姫ラター・ポーガーム（ヤーヤー・イン）は、同作を観た北村からのオファーを受け出演が決まった他、タイでコメディアン・実業家として有名なジャエンプロム・オンラマイ（ゴッティー・アラムボーイ）の出演も撮影中に急遽決まっている。
この他、タイ王国軍とタイ王国国家警察庁の協力も取り付けており、現役の兵士と警察官が軍人役・警官役としてエキストラ出演している。また、旅客機の乗客役としてモンキー・パンチが、タイのギャング団役として共同プロデューサーの佐谷秀美ら制作部スタッフが、客室乗務員役として小栗の妻の山田優がそれぞれカメオ出演している。

### 撮影
撮影は2013年10月3日にクランクインした。撮影現場では日本語・英語・タイ語・中国語・韓国語の5か国語が飛び交い、指示が全員に行き届くまで20分かかるような状態で撮影が行われた。
10月20日からは主要な舞台となるタイでのロケが始まり、タイ王国軍の全面協力の下、陸軍本部での撮影が許可された。ドーソン邸のシーンは2か月かけて一から邸宅を建築し、8日間かけて撮影された。12月5日からは、チェンマイから北へ70キロメートルの距離にある山奥の町チェンダオで、「ジ・アーク」の撮影が行われた。「ジ・アーク」の外観セットは、現地のモン族から借りた畑を開拓して2か月かけて作られている。また、チェンダオでの撮影では、タイ王国軍から兵士100人と戦車・軍用車8台、軍用ヘリ1台を提供されているが、撮影が行われた時期に首都バンコクでは大規模な反政府デモが発生しており、バンコクからチェンダオに軍用車を輸送する際には、デモ隊を刺激しないように「撮影用」と車体にペイントが施された状態で輸送されている。
撮影はハリウッド方式の撮影システムが採用されている。これは、北村がハリウッドを拠点に活動していることと、タイではハリウッド映画の撮影が頻繁に行われているため、タイ人スタッフたちもハリウッド方式の撮影システムに慣れているという理由から採用されている。アクションシーンの撮影では、アクション監督のヤン・ギルヨンとシム・ジェウォン、スタントコーディネーターのカウィー・シリカクンが3人体制で主要キャストの指導・主要キャスト以外の演技指導・モニターチェックの仕事を分担している。また、撮影の数日前に台詞が決定したり、脚本にないシーンを急遽撮影するということが何度かあり、元々脚本にはなかったカーアクションシーンを準備期間2日、撮影期間2日で撮影しCG合成を行っている。

### 楽曲
メインテーマには、布袋寅泰が書き下ろした「TRICK ATTACK -Theme of Lupin The Third-」が使用される。作曲に際し、布袋はアニメ版の楽曲を手掛ける大野雄二へのリスペクトと、北村映画のカット割りのスピード感を意識したと語っている。
元々はアニメ版のメインテーマ「ルパン三世のテーマ」を使用する予定だったが、大野が多忙のため参加できないとして、使用を断念している。

### コラボレーション
コラボレーション企画として、「映画盗撮防止キャンペーン」啓発CMの「NO MORE 映画泥棒」の特別版マナーCMが制作され、ルパン三世がカメラ男に扮したバージョンが、本作の前に上映された。

## 興行収入
8月30日に全国307スクリーンで公開され、30日・31日の2日間で観客動員33万5,148人、興行収入4億4,412万1,700円となり、映画観客動員ランキング（興行通信社調べ）で初登場第2位となった。続く公開第2週の9月6日・7日の2日間で観客動員21万2,523人、興行収入2億8,334万3,200円となり引き続き第2位にランクインし、公開10日目となる8日には累計観客動員89万1,027人、累計興行収入11億4,677万6,000円となった。公開15日目となる13日には累計観客動員が100万人を越え、公開第3週には累計興行収入15億9,475万3,500円を記録した。
最終興行収入は24億5,000万円を記録した。

## 日本国外での公開
9月12日から14日にかけてハリウッドで開催されたLA EigaFest 2014でのオープニング上映・海外プレミア上映が行われ、フィリピン・台湾・タイ・ベトナム・シンガポール・韓国・香港・マカオ・オーストラリア・ニュージーランドなど23の国・地域での公開が決定している。

## テレビ放送
| 回数 | 放送局 | 番組名（放送枠名） | 放送日        | 放送時間      | 放送分数 | 平均世帯 視聴率 | 備考 |
| ---- | ------ | ------------------ | ------------- | ------------- | -------- | --------------- | ---- |
| 1    | TBS    | 月曜ゴールデン     | 2016年1月11日 | 21:00 - 22:54 | 114分    | 6.3%            |      |

- 視聴率はビデオリサーチ調べ、関東地区・世帯・リアルタイム。

## 関連商品

### 映像ソフト
2015年2月18日発売。発売元はKADOKAWA 角川書店。販売元はエイベックス・ピクチャーズ。本編音声は日本語版とワールドプレミア版を収録。
- ルパン三世 コレクターズ・エディション（2枚組、DVD版：EYBF-10316〜7、Blu-ray版：EYXF-10319〜20）
- ルパン三世 スタンダード・エディション（1枚組、DVD版：EYBF-10318、Blu-ray版：EYXF-10321）

### 書籍
- 映画「ルパン三世」オフィシャルブック（KADOKAWA、2014年8月8日発売）ISBN 978-4-04-102140-8

### サウンドトラック
- 映画「ルパン三世」ORIGINAL SOUNDTRACK（ユニバーサルミュージック、2014年8月27日発売 全25曲）